# Amas Daniel
Amas Daniel (Anyama, 26 aprile 1990) è un lottatore nigeriano specializzato nella lotta libera.

## Biografia
Ai Giochi del Commonwealth di Glasgow 2014 si è aggiudicato la medaglia di bronzo nella categoria 61 chilogrammi.
Ha vinto la medaglia d'oro ai Giochi panafricani di Brazzaville 2015.
Ha rappresentato la Nigeria ai Giochi olimpici estivi di Rio de Janeiro 2016 nella categoria fino a 65 chilogrammi, dove è stato eliminato ai sedicesimi di finale dal georgiano Zurabi Iakobishvili.
Ai Giochi del Commonwealth di Gold Coast 2018 ha vinto la medaglia di bronzo nei 65 chilogrammi, battendo il canadese Vincent De Marinis nella finale per il terzo posto.

## Palmarès
- Giochi panafricani

Brazzaville 2015: oro nei 61 kg.
Rabat 2019: oro nei 65 kg.
- Giochi del Commonwealth

Glasgow 2014; bronzo nei 61 kg
Gold Coast 2018; bronzo negli 65 kg